# 1913年鐵路
此條目列出1913年發生有關鐵路運輸的事件。

## 事件

### 2月
- 2月1日：大中央總站啟用，成為世界最大的車站。

### 4月
- 4月1日：加古川線、北陸本線全線通車。
- 4月15日：京王電鐵京王線通車。
- 4月20日：陸羽東線通車。

### 5月
- 5月1日：臺東北線延長至豐田乘降場（今豐田車站）。

### 6月
- 6月1日：湯之山線、京阪電氣鐵道宇治線通車。

### 7月
- 7月13日：巴黎地鐵8號線通車。

### 10月
- 10月26日：長井線通車。

### 11月
- 11月1日：關東鐵道常總線通車。
- 11月20日：臺東線馬太鞍驛（今光復車站）啟用。

### 12月
- 12月1日：布宜諾斯艾利斯地鐵A線通車，成為南半球和西班牙語地區（英语：Hispanophone）最早的地鐵，也是最南的地鐵。
- 12月1日：貝克街及滑鐵盧鐵路（英语：Baker Street and Waterloo Railway）由埃奇韋爾路站延長至帕丁頓站。
- 12月20日：鳳山支線九曲堂車站至阿緱驛（今屏東車站）段通車。